# Lema d'Urysohn
En topologia, el lema d'Urysohn és un lema que afirma que un espai topològic és normal si i només si qualsevol dos subconjunts tancats disjunts poden ser separats per una funció contínua.
El lema d'Urysohn s'utilitza habitualment per construir funcions contínues amb diverses propietats en espais normals. És àmpliament aplicable ja que tots els espais mètrics i tots els espais de Hausdorff compactes són normals. El lema és generalitazat (i normalment utilitzat en la demostració de) el teorema de l'extensió de Tietze.
El lema du el nom del matemàtic Pàvel Urysohn.

## Introducció
Es diu que dos subconjunts {\displaystyle A} i {\displaystyle B} d'un espai topològic {\displaystyle X} són conjunts sepearables si hi ha veïnats {\displaystyle U} d'{\displaystyle A} i {\displaystyle V} de {\displaystyle B} que són disjunts. En particular {\displaystyle A} i {\displaystyle B} són necessàriament disjunts.
Es diu que dos subconjunts plans {\displaystyle A} i {\displaystyle B} són separables per una funció contínua si existeix una funció contínua {\displaystyle f:X\to [0,1]} de {\displaystyle X} a l'interval unitat {\displaystyle [0,1]} tal que {\displaystyle f(a)=0} per tot {\displaystyle a\in A} i {\displaystyle f(b)=1} per tot {\displaystyle b\in B.} Qualsevol tal funció rep el nom de funció d'Urysohn per {\displaystyle A} i {\displaystyle B.} En particular {\displaystyle A} i {\displaystyle B} són necessàriament disjuntes.
Segueix que si dos subconjunts {\displaystyle A} i {\displaystyle B} són separats per una funció també ho són les seves clausures. També, si dos subconjunts {\displaystyle A} i {\displaystyle B} són separats per una funció llavors {\displaystyle A} i {\displaystyle B} són separats per veïnats.
Un espai normal és un espai topològic en què dos subconjunts tancats disjunts qualssevol són separats per veïnats. El lema d'Urysohn afirma que una espai topològic és normal si i només si dos conjunts tancats disjunts qualssevol es poden separar per una funció contínua.
No cal que els conjunts {\displaystyle A} i {\displaystyle B} siguin precisament separats per {\displaystyle f}, en el sentit que no és necessari que {\displaystyle f(x)\neq 0} i {\displaystyle \neq 1} per {\displaystyle x} fora d'{\displaystyle A} i {\displaystyle B.} Un espai topològic {\displaystyle X} en què tota parella de subconjunts tancats disjunts {\displaystyle A} i {\displaystyle B} són separats precisament per una funció contínua rep el nom d'espai perfectament normal.
El lema d'Urysohn ha donat lloc a la formulació d'altres propietats topològiques com la 'propietat Tíkhonov' i els 'espais completament Hausdorff'. Per exemple, un corol·lari del lema és que els espais T1 normals són espais de Tíkhonov.

## Enunciat formal
Un espai topològic {\displaystyle X} és normal si i només si, per qualssevol dos subconjunts tancats disjunts no buits {\displaystyle A} i {\displaystyle B} de {\displaystyle X,} existeix una funció contínua {\displaystyle f:X\to [0,1]} tal que {\displaystyle f(A)=\{0\}} i {\displaystyle f(B)=\{1\}.}